# New Ways Ministry
New Ways Ministry è un gruppo statunitense di laici cattolici attivi nell'ambito dei diritti LGBT. Fondato da suor Jeannine Gramick e da padre Robert Nugent, è stata una delle prime iniziative del mondo cattolico a tutelare l'identità e i diritti dei gay, bisessuali e transgender di religione cristiana.
Le sue attività sono principalmente presenti nello Stato del Maryland. Nel 2011, la Conferenza dei Vescovi statunitense ha preso le distanze dal movimento, affermando che esso non è in comunione con il Magistero della Chiesa Cattolica, non è autorizzato in alcun modo a definirsi un'organizzazione cattolica né a parlare in nome della comunità dei fedeli di Cristo.

## Storia
New Ways Ministry fu ufficialmente fondata nel 1975, quando già da cinque anni era attiva nella pubblicazione di libri e nella realizzazione di eventi pubblici volti a promuovere una maggiore accettazione dell'omosessualità all'interno della Chiesa Cattolica.
Il nome trasse ispirazione dalla lettera pastorale del vescovo di Brooklyn Francis Mugavero, intitolata Sexuality: God's Gift ("La sessualità: un dono di Dio"). Scritta nel 1971, si rivolgeva alla comunità gay e LGBT con le seguenti parole: 
(mons. Francis Mugavero, Sexuality: God's Gift, 1971.)
Queste affermazioni motivarono i fondatori ad avviare un progetto per costruire ponti con l'anima tradizionale del Cattolicesimo..
Nel 1984, il cardinale James Hickey ha deciso la chiusura delle sedi e delle attività dell'organizzazione all'interno dell'Arcidiocesi di Washington, poiché essi disconoscevano il divieto della Chiesa Cattolica in merito all'unione fra persone del medesimo sesso.
Fino al '99, suor Nugent e padre Gramick continuarono a pubblicare libri e a tenere discorsi in pubblico, malgrado l'ordine di rassegnare le dimissioni, notificatogli dal Vaticano quindici anni prima.
Nel 2000 arrivò la censura della Congregazione per la dottrina della fede. In risposta a Gramick che aveva predicato che l'omosessualità è un legittimo "stile di vita alternativo", la Congregazione rilevò la presenza di un "grave errore dottrinale" nel suo insegnamento, diffidandola dall'impegnarsi ulteriormente nell'opera pastorale con le persone omosessuali, dato che "aveva provocato confusione fra i Cattolici,... indebolendo la comunità della Chiesa".
Il presidente della Conferenza Episcopale degli Stati Uniti, Joseph Fiorenza, vescovo della diocesi di Galveston-Houston, con una lunga dichiarazione rispose alle sollecitazioni pervenutegli da parte di uomini e donne del laicato americano, richiamandoli al fatto che non può essere «ritenuta un'indebita invasione della libertà di coscienza la richiesta della Chiesa ai suoi ministri di attenersi al suo insegnamento», anche in base al canone 883 del Codice di diritto canonico.
Anche le Sorelle di Notre Dame, l'ordine religioso a cui apparteneva suor Gramick, chiesero alla consorella di porre fine alla sua attività di predicazione. La suora disse di «aver scelto di non collaborare alla sua oppressione attraverso una limitazione del fondamentale diritto umano», quello della libertà di parola, che per lei «era una questione di libertà di coscienza». Nel 2001, lasciò quindi l'ordine per entrare a fare parte delle Suore di Loretto, che sostenevano la sua opera per i diritti LGBT. Nel 2004,  le fu dedicato il film In Good Conscience.
Nuovamente nel febbraio 2010, il cardinale Francis George, arcivescovo di Chicago e presidente dell'UCCSB, ribadì che News Ways Ministry non presentava un punto di vista autentico del Magistero della Chiesa Cattolica, poiché «confonde i fedeli circa lo sforzo della Chiesa di difendere il matrimonio tradizionale e di restare ministri [di Dio] anche per le persone omosessuali».
Nel marzo 2011, la Conferenza Episcopale, in modo collegiale, riprese le parole del suo presidente George, affermando che:
(Conferenza Episcopale degli Stati Uniti d'America, marzo 2011)
Il 18 febbraio 2015, un gruppo di 50 attivisti e pellegrini LGBT sono stati invitati da Papa Francesco a sedersi in prima fila  in occasione dell'udienza generale del mercoledì in Piazza San Pietro, a Roma.

## Missione
News Ways Ministry sostiene che una corretta informazione possa favorire notevolmente l'accettazione dell'omosessualità all'interno della Chiesa Cattolica sia della società in genere. Organizzano eventi tematici, conferenze e tavolo rotonde rivolti alle famiglie e alle comunità, alle quali hanno preso parte anche arcivescovo di Detroit Thomas Gumbleton e Matthew Clark della Diocesi di Rochester. Inoltre, coordinano a livello statunitense le iniziative dei Cattolici a favore del matrimonio fra persone dello stesso sesso.
News Ways Ministry collabora con la coalizione LGBT chiamata Equally Blessed e con la rete arcobaleno Global Network of Rainbow Catholics.